# يوهانس كايزر
يوهانس كايزر (بالألمانية: Johannes Kaiser)‏ هو عداء سريع ألماني، ولد في 27 فبراير 1936 في Jüngersdorf ‏ في ألمانيا، وتوفي في 17 ديسمبر 1996 في زيورخ في سويسرا.

## وصلات خارجية
- يوهانس كايزر على موقع اللجنة الأولمبية الدولية (الإنجليزية)
- يوهانس كايزر على موقع أوليمبيديا (الإنجليزية)